# Saigrajewo
Saigrajewo (russisch Заигра́ево; burjatisch Загарай, Sagarai, auch Доодо Ангар, Doodo Angar) ist eine Siedlung städtischen Typs in der Republik Burjatien (Russland) mit 5586 Einwohnern (Stand 14. Oktober 2010).

## Geographie
Der Ort liegt knapp 50 km Luftlinie östlich der Republikhauptstadt Ulan-Ude unterhalb des westlichen Endes des knapp 1300 m hohen Chudan-Kammes (Chudanski chrebet). Er befindet sich vorwiegend am linken Ufer der Brjanka, eines linken Nebenflusses der Uda, knapp 20 km oberhalb der Mündung; ein kleinerer Ortsteil liegt gut einen Kilometer entfernt an der anderen Talseite.
Saigrajewo ist Verwaltungssitz des Rajons Saigrajewski und Sitz und einzige Ortschaft der Stadtgemeinde Possjolok Saigrajewo.

## Geschichte
Der Ort wurde 1935 Zentrum eines Rajon. Seit 1973 besitzt Saigrajewo den Status einer Siedlung städtischen Typs.

### Bevölkerungsentwicklung
| Jahr | Einwohner |
| ---- | --------- |
| 1939 | 1906      |
| 1959 | 3537      |
| 1970 | 4067      |
| 1979 | 5126      |
| 1989 | 5565      |
| 2002 | 5614      |
| 2010 | 5586      |

Anmerkung: Volkszählungsdaten

## Verkehr
Saigrajewo liegt an der Transsibirischen Eisenbahn (Streckenkilometer 5698 ab Moskau) sowie der Straße, die der Bahnstrecke zwischen Ulan-Ude und Petrowsk-Sabaikalski, beide an der Fernstraße M55 Irkutsk – Tschita, folgt.